# جولي ويلسون
جولي ويلسون (بالإنجليزية: Julie Wilson)‏ هي مغنية وممثلة أمريكية، ولدت في 21 أكتوبر 1924 بأوماها في الولايات المتحدة، وتوفيت في 5 أبريل 2015 بمانهاتن في الولايات المتحدة بسبب سكتة.

## وصلات خارجية
- جولي ويلسون على موقع IMDb (الإنجليزية)
- جولي ويلسون على موقع ميوزك برينز (الإنجليزية)
- جولي ويلسون على موقع قاعدة بيانات برودواي على الإنترنت (الإنجليزية)
- جولي ويلسون على موقع أول ميوزيك (الإنجليزية)
- جولي ويلسون على موقع ديسكوغز (الإنجليزية)
- جولي ويلسون على موقع قاعدة بيانات الفيلم (الإنجليزية)